# هنری پنجم (نمایش‌نامه)

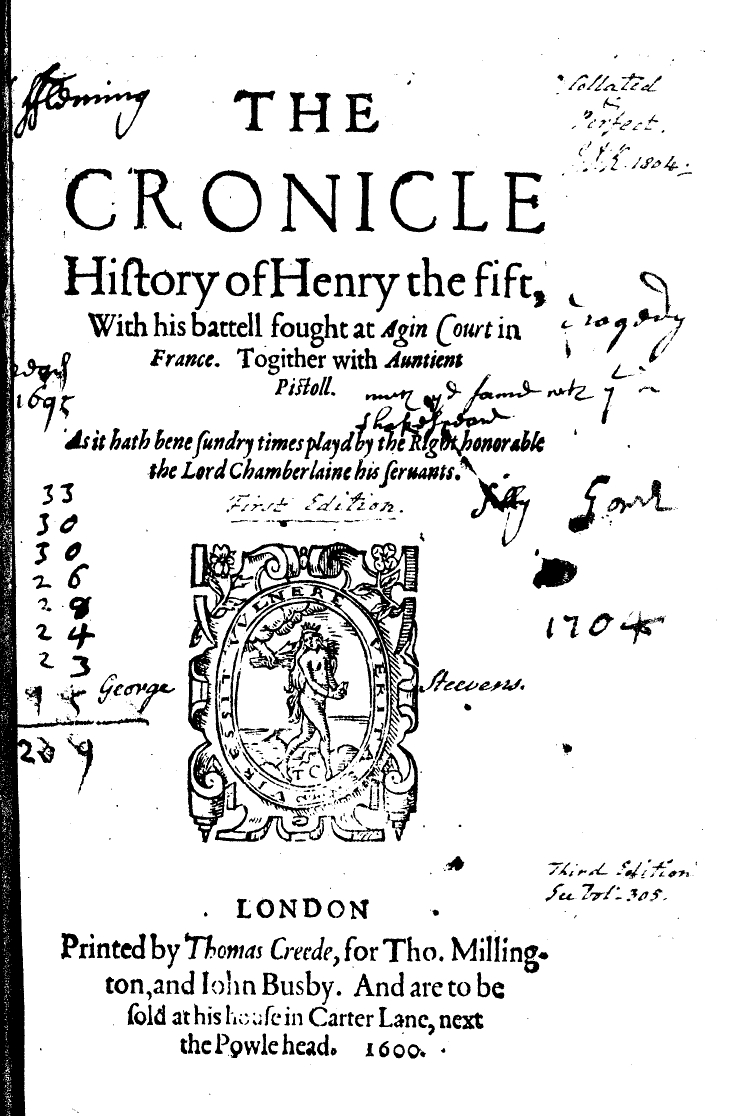
برگه ای از هنری پنجم

هنری پنجم نمایشنامه‌ای تاریخی اثر ویلیام شکسپیر است که در سال ۱۵۹۹ نوشته شده‌است. این نمایشنامه، داستان هنری پنجم، پادشاه انگلستان، را با تمرکز بر حوادث قبل تا بعد از نبرد آزینکورت در سال ۱۴۱۵ از سری جنگ‌های صد ساله میان انگلستان و فرانسه بیان می‌کند. گفته‌اند كه شكسپير طرح اين داستان را به مدت ده سال در ذهن می‌پرورانده است.
طبق دیدگاه احمد خزاعی، مترجم آثار شکسپیر، این نمایشنامه در واقع حسن ختامی است بر چهارگانهٔ شکسپیر که شامل نمایشنامه‌های ریچارد دوم، هنری چهارم: قسمت اول و هنری چهارم: قسمت دوم می‌شود.
دیگر مترجم آثار شکسپیر، ابوالحسن تهامی معتقد است که این نمایشنامه، اوج مهارت نمایشنامه‌نویسی شکسپیر در بخش نمایشنامه‌های تاریخی است، به طوری که شکسپیر ده سال تمام موضوع این نمایش را در ذهن می‌پرورانده و با آن زندگی می‌کرده‌است.
بر اساس این نمایشنامه، تئاترها و فیلم‌های زیادی تولید شدند که از بهترین و معروف‌ترین آن‌ها می‌توان به فیلم‌های هنری پنجم ۱۹۴۴ ساخته‌ي لارنس الیویه و هنری پنجم ۱۹۸۹ به کارگردانی کنت برانا اشاره کرد.

## شخصیت‌ها
کُرُس (راوی)
انگلیسی‌ها
شاه هنری پنجم
هانفری، دوک گلوسستر – برادر هنری
جان لنکستر، دوک بدفورد – برادر هنری
توماس لنکستر، دوک کلارنس – برادر هنری
توماس بووفورت، دوک اکستر – دایی هنری
ادوارد نورویچ، دوک یورک – پسرعموی هنری
توماس مانتاگ، ارل سالزبری
رالف نویل، ارل وست‌مورلند
ریچارد بیوچامپ، ارل وارویک
سِر توماس ارپینگهم
کاپیتان گور – اهل انگلستان
کاپیتان فلوئلن – اهل ولز
کاپیتان مک‌موریس – اهل ایرلند
کاپیتان جیمی – اهل اسکاتلند
جان بیتس، الکساندر کورت و مایکل ویلیامز – سربازان
پیام‌آور (هِرالد)
پیستول، نیم، و باردولف – سربازانی که پیش‌تر پیروان سِر فالستاف بودند
پسر – پیش‌خدمت پیشین سِر جان فالستاف
میسترس کوئیکلی – صاحب میخانهٔ Boar's Head و همسر پیستول
اسقف اعظم کانتربری
اسقف الی
خائنان
ریچارد کانیزبرو، ارل کمبریج – پسرعموی هنری
لرد اسکرُپ
سِر توماس گری
فرانسوی‌ها
شاه فرانسه
ملکه ایزابل
لویی، دوک گویِن، دوفن – پسرشان و ولیعهد فرانسه
کاترین والوا – دخترشان
آلیس – ندیمهٔ کاترین
شارل آلبره – کانتسابل فرانسه
ژان، دوک بوربون / ژان ششم، دوک بریتانی (بسته به نسخهٔ نمایش‌نامه)
شارل، دوک اورلئان
ژان، دوک بری
دوک بورگوندی
لُرد رامبور
لُرد گراندپره
موسیو لُ فِر – سرباز فرانسوی
مونژوی – پیام‌رسان فرانسوی
فرماندار هارفلور
سفیران فرانسوی
سربازان، خدمت‌کاران، همراهان و درباریان

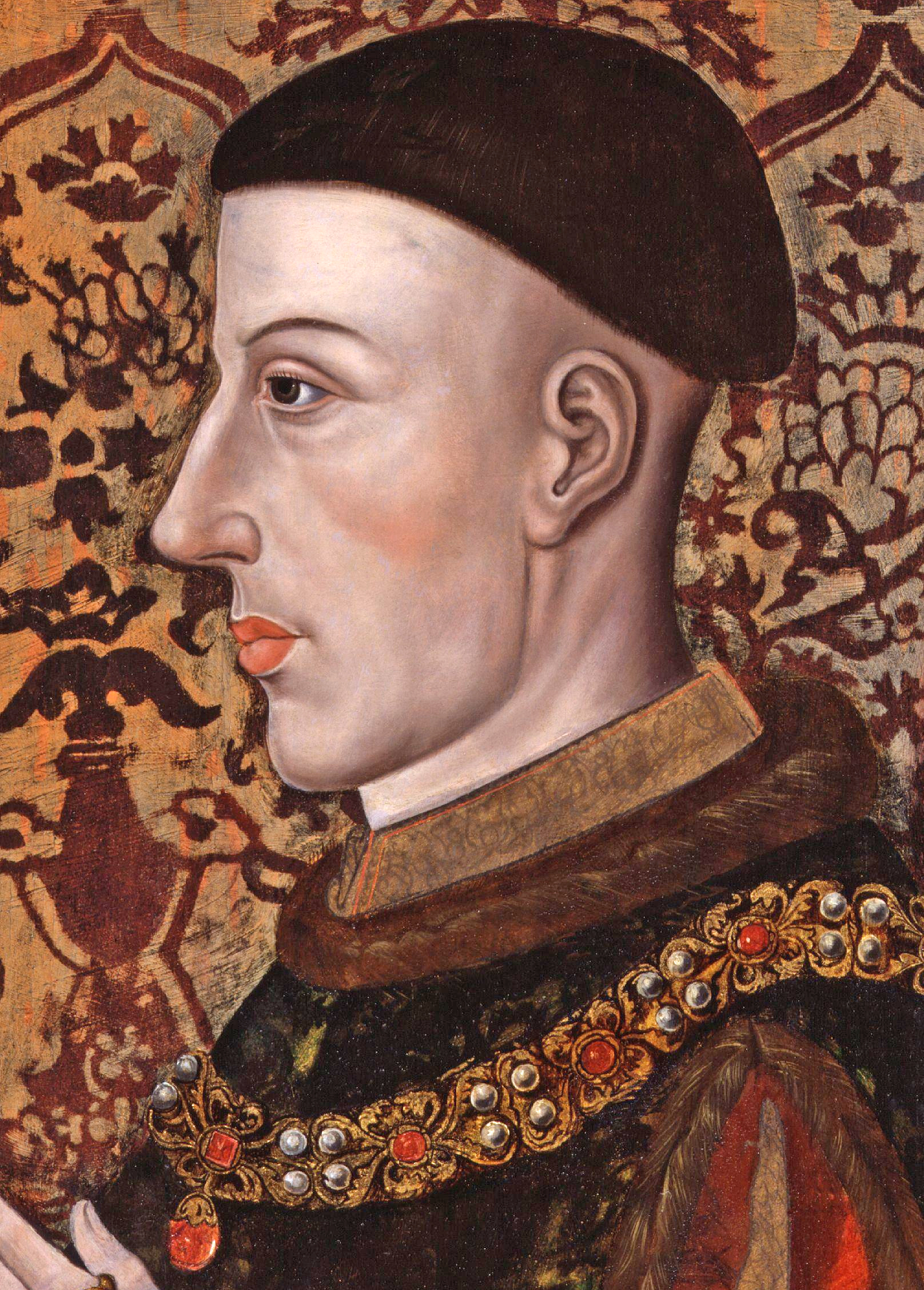
شاه هنری پنجم

## موضوع
کُرُس (راوی‌ای که مستقیماً با تماشاگر سخن می‌گوید) پیش‌درآمد نمایش را می‌گوید. او از محدودیت‌های صحنه تئاتر پوزش می‌طلبد و آرزو می‌کند که: یک موزه بتواند تخیل تماشاگران را برانگیزد، بازیگران از میان پادشاهان واقعی باشند و صحنه آن‌قدر وسیع باشد که همچون یک پادشاهی، شکوه داستان شاه هنری پنجم (یا «هَری») را به‌درستی بازتاب دهد. کورس تماشاگران را تشویق می‌کند که از «نیروی خیال» خود بهره بگیرند تا این کمبودها را جبران کنند: «با اندیشه‌تان نقص‌های ما را تکمیل کنید ... و دستاورد سالیان را در یک ساعت بریزید».
پردهٔ اول عمدتاً به هنری و تصمیم او برای حمله به فرانسه می‌پردازد. او با این باور که از طریق نسب‌نامه‌اش وارث قانونی تاج‌وتخت فرانسه است، متقاعد به حمله می‌شود. دوفن فرانسه، پسر شاه شارل ششم فرانسه، در پاسخ به ادعای هنری، هدیه‌ای توهین‌آمیز برایش می‌فرستد: جعبه‌ای از توپ‌های تنیس که نمادی از جوانی و بی‌پروایی فرضی هنری است.
کُرس در آغاز هر پرده دوباره ظاهر می‌شود تا داستان را پیش ببرد. در پردهٔ دوم، او از آمادگی ملی برای جنگ سخن می‌گوید: «اکنون تمام جوانان انگلستان در آتش‌اند... / اکنون زره‌سازان رونق گرفته‌اند و اندیشهٔ افتخار / تنها در دل هر مرد حکومت می‌کند». در این پرده توطئه‌ای از سوی ارل کمبریج و دو همدستش برای ترور هنری در ساوت‌همپتون آشکار می‌شود. فاش‌سازی زیرکانهٔ این توطئه توسط هنری و مجازات سخت توطئه‌گران نشان می‌دهد که او دیگر آن جوان سبک‌سر نمایش‌های «هنری چهارم» نیست.

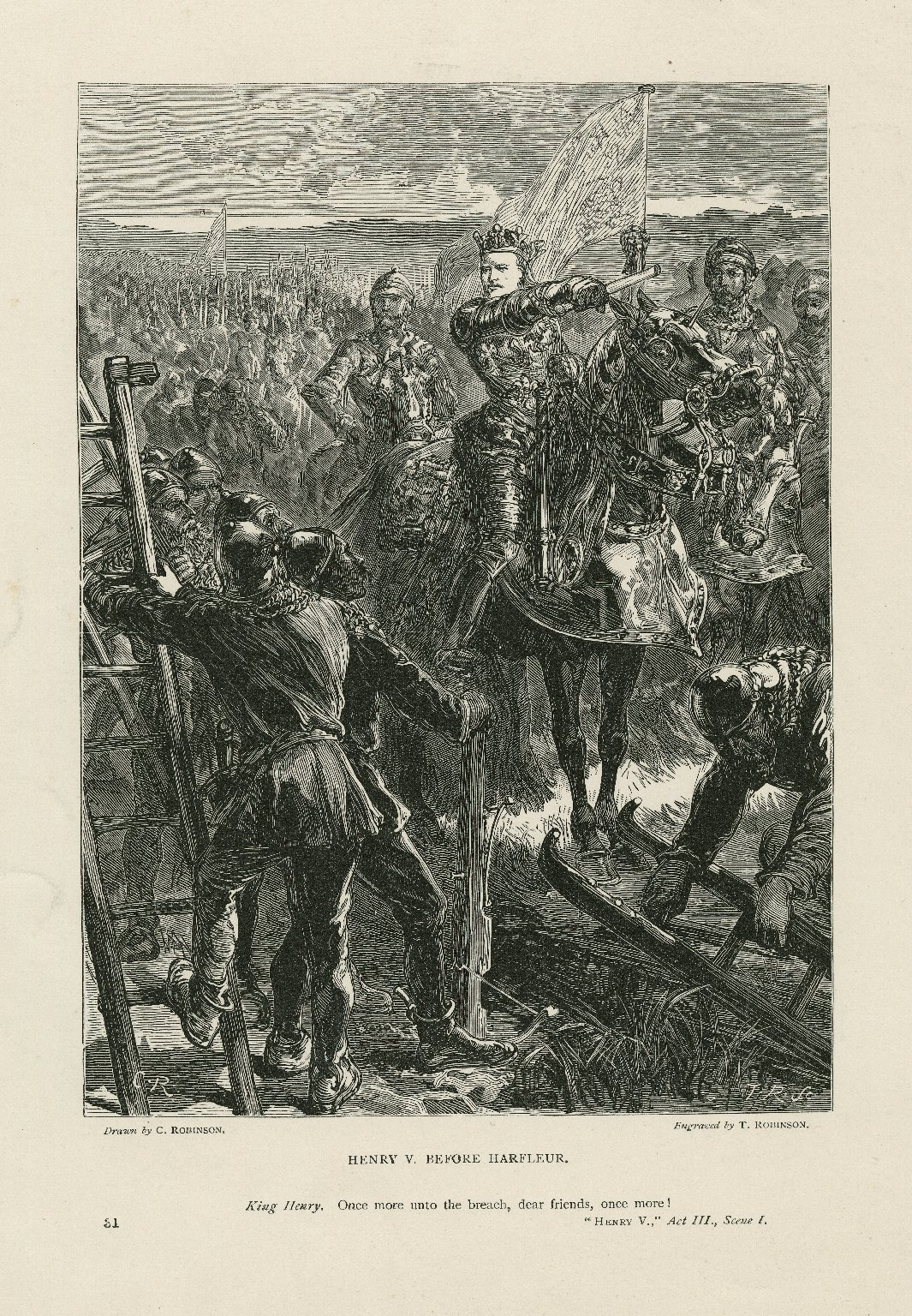
چاپی از پردهٔ سوم، صحنهٔ اول: «یک‌بار دیگر به شکاف، ای دوستان!»

در پردهٔ سوم، هنری و سپاهش پس از عبور از کانال مانش، بندر فرانسه‌ای هارفلور را محاصره می‌کنند. به گفتهٔ کُرس، شاه فرانسه «کاترین، دخترش را به او پیشنهاد می‌دهد، و همراه او، مهریه‌ای از دوک‌نشین‌های بی‌ارزش و کم‌درآمد»، اما هنری قانع نمی‌شود. در جریان محاصرهٔ هارفلور، انگلیسی‌ها در آغاز عقب رانده می‌شوند، اما هنری آنان را با یکی از مشهورترین سخنان شکسپیر تشویق می‌کند: «یک‌بار دیگر به شکاف، ای دوستان، یک‌بار دیگر؛ / یا دیوار را با پیکر مردگان انگلیسی ببندید». پس از نبردی دشوار، انگلیسی‌ها شهر را تسخیر می‌کنند. مونژوی، پیام‌رسان شاه فرانسه، پیام تهدیدآمیز و تحقیرکنندهٔ شاه را به هنری می‌رساند. هنری پاسخ می‌دهد که نیروهایش چنان آسیب‌دیده‌اند که هنوز به پاریس حمله نخواهد کرد، و در عوض، به‌سوی کاله در امتداد ساحل خواهد رفت.
در پردهٔ چهارم، کل نیروی ارتش فرانسه، هنری را در شهر کوچک آزینکور محاصره کرده‌ است. شب پیش از نبرد، هنری در حالی‌که می‌داند شمار دشمن بسیار بیشتر است، در هیبتی مبدل در اردوگاه می‌گردد، با سربازان گفت‌وگو می‌کند، به آنان دلگرمی می‌دهد و از دیدگاه‌شان دربارهٔ خود آگاه می‌شود. او از بار اخلاقی پادشاه بودن در عذاب است و از خدا می‌خواهد که «دل سربازانم را استوار ساز». با رسیدن سپیده‌دم، هنری اشرافش را با سخنرانی روز سن کریسپین دلگرم می‌کند: «ما ... به یاد آورده خواهیم شد؛ / ما اندکند، ما اندکند و خوشبخت، ما جمع برادران». پیام‌آور فرانسوی، مونژوی، بازمی‌گردد و از هنری می‌خواهد با پرداخت خون‌بها، از شکست حتمی بگریزد. هنری پاسخ می‌دهد که مونژوی باید «پاسخ پیشین مرا بازگوید» و تسلیم را رد می‌کند.
شکسپیر نبرد آزینکور را به‌طور مستقیم توصیف نمی‌کند. در یکی از صحنه‌ها، فرانسویان می‌گویند: «Tout est perdu» («همه چیز از دست رفت»)، اما سرانجام برای هنری آشکار نمی‌شود تا آن‌که مونژوی بازمی‌گردد و اعلام می‌کند: «روز از آنِ توست». سپس هنری درمی‌یابد که این پیروزی به‌شدت یک‌سویه بوده: فرانسویان ۱۰٬۰۰۰ کشته داده‌اند، در حالی‌که انگلیسی‌ها تنها یک دوک، یک ارل، یک شوالیه، یک ملازم و «در کل، تنها بیست‌وپنج تن دیگر» را از دست داده‌اند. (در اقتباس فیلمی لارنس الیویه در سال ۱۹۴۴، این جمله به «در کل، تنها پانصد تن دیگر» تغییر یافت، زیرا تاریخ‌نگاران شمار تلفات انگلیس را حدود ۶۰۰ تن می‌دانند). هنری این پیروزی شگفت‌انگیز را به خدا نسبت می‌دهد.

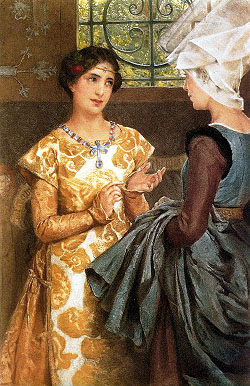
کاترین در حال یادگیری زبان انگلیسی از ندیمه‌اش آلیس در لیتوگرافی سال ۱۸۸۸ از لورا آلما-تادما. پردهٔ سوم، صحنهٔ چهارم.

پردهٔ پنجم چند سال بعد می‌گذرد، هنگامی‌که جنگ صدساله به دوره‌ای از صلح موقت رسیده‌ است. نمایندگان انگلیس و فرانسه برای عقد پیمان تروا گرد آمده‌اند و هنری تلاش می‌کند خواستگاری کند از شاهزاده کاترین والوا. نه هنری و نه کاترین زبان دیگری را به‌خوبی نمی‌دانند، اما همین اشتباهات زبانی باعث می‌شود صحنه حال‌وهوایی شیرین و طنزآمیز پیدا کند و هنری بتواند دل کاترین را به دست آورد. صحنه با پذیرفتن هنری به‌عنوان وارث تاج‌وتخت فرانسه از سوی شاه فرانسه و دعای ملکه برای اتحاد دو ملت به پایان می‌رسد: «تا انگلیسی همچون فرانسوی، و فرانسوی چون انگلیسی، یکدیگر را بپذیرند».
نمایش با سخنان پایانی کورس پایان می‌یابد که در آن از مرگ زودهنگام هنری (در کمتر از دو سال) و دوران پرآشوب سلطنت پسرش هنری ششم انگلستان سخن می‌گوید: «که زمامش را بسیاری در دست داشتند، فرانسه را باختند، و کاری کردند که انگلیس خون بریزد، چنان‌که بارها صحنهٔ ما نشان داده‌ است». (شکسپیر در اینجا به این اشاره دارد که پیش‌تر سه‌گانهٔ نمایشی دربارهٔ این رویدادها را نگاشته بود: هنری ششم، بخش اول، هنری ششم، بخش دوم و هنری ششم، بخش سوم.)

## داستان‌های فرعی

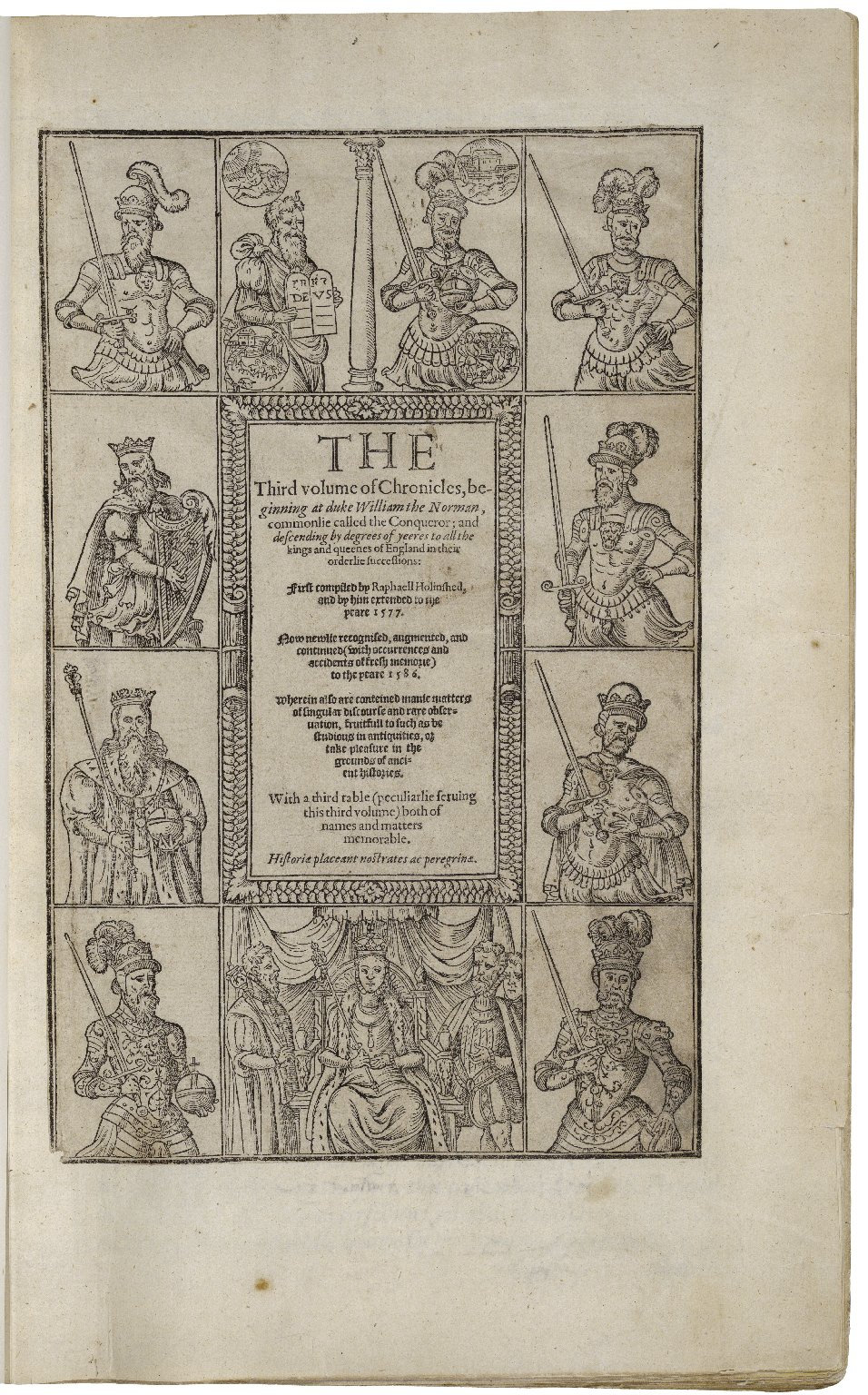
چاپ ۱۵۸۷ از وقایع‌نامه اثر هالینشد

همان‌طور که در بسیاری از نمایشنامه‌های تاریخی و تراژدی شکسپیر دیده می‌شود، گروهی از شخصیت‌های فرعی طنزآمیز نیز در «هنری پنجم» حضور دارند که با داستان اصلی در تضاد بوده یا گاه آن را به‌نوعی تفسیر می‌کنند. در این نمایش، این شخصیت‌ها عمدتاً سربازان عادی در ارتش هنری هستند؛ از جمله پیستول، نیم و باردولف که از نمایشنامه‌های «هنری چهارم» به یادگار مانده‌اند. در لحنی تلخ، باردولف به‌دلیل غارت یک کلیسا به دار آویخته می‌شود. ارتش همچنین شامل یک اسکاتلندی، یک ایرلندی و یک انگلیسی است، و فلوئلن، سربازی ولزی با ویژگی‌های کمیک اغراق‌شده نیز در میان آن‌ها دیده می‌شود.
در یکی از صحنه‌ها، که به زبان فرانسوی است، شاهزاده کاترین از ندیمه‌اش آلیس می‌خواهد که برخی واژه‌های پایهٔ انگلیسی مربوط به اعضای بدن را به او بیاموزد. این صحنه حالتی طنزآمیز دارد و بر ضعف زبانی او و تلاش برای تطبیق با فرهنگ بیگانه تأکید می‌کند.
نمایش همچنین به‌طور گذرا به مرگ سِر جان فالستاف اشاره می‌کند؛ دوستی که پیش‌تر همراه هنری در نمایش‌های «هنری چهارم» بود و در پایان بخش دوم آن نمایش، از سوی هنری طرد شد. در این نمایش، فالستاف بیمار است و مرگ او نمادی از پایان دوران خوش‌گذرانی و گذار هنری به دوران پادشاهی و مسئولیت‌پذیری تلقی می‌شود.

## تاریخ و متن

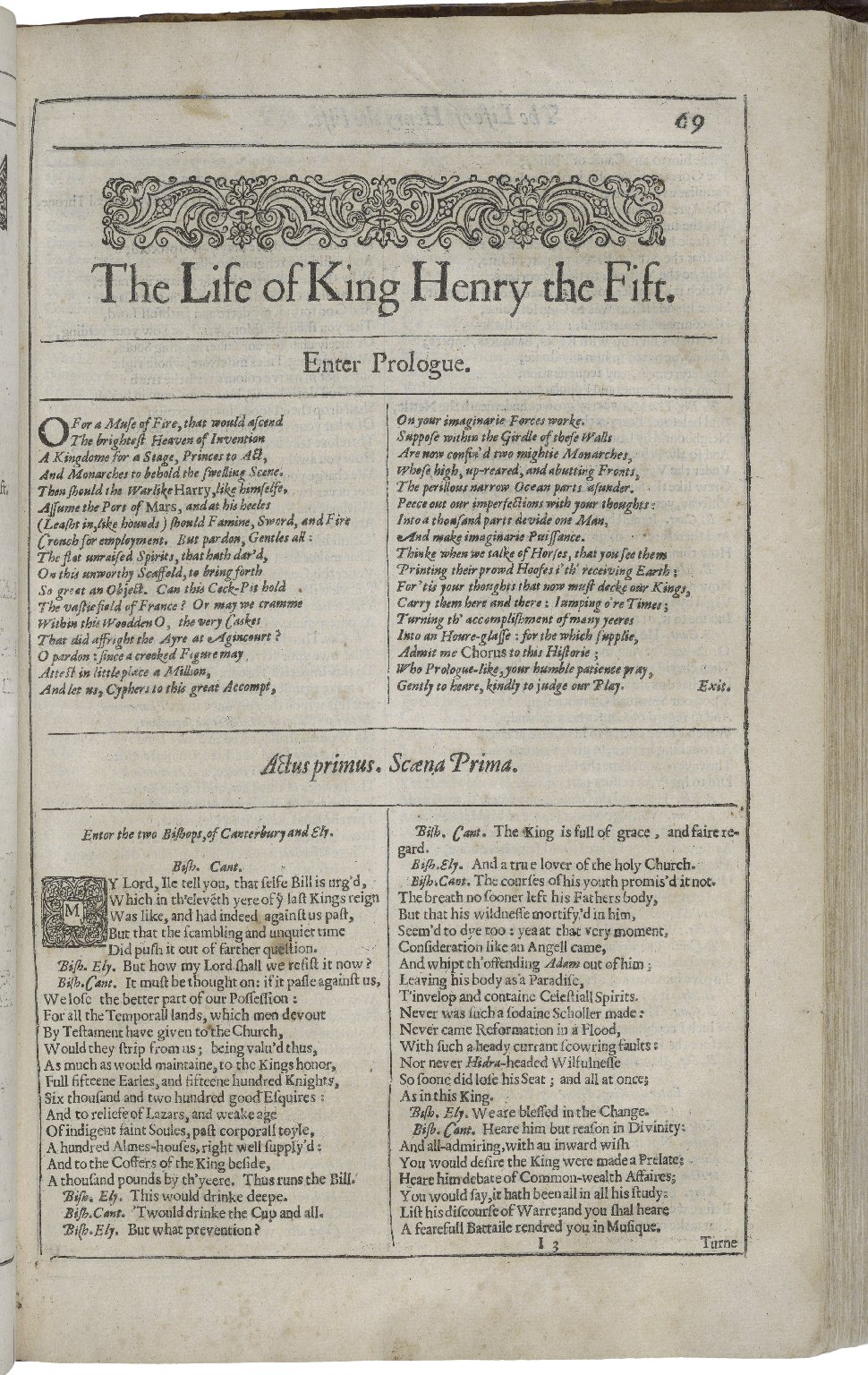
نخستین صفحه از «زندگی شاه هنری پنجم» در نسخهٔ دوم فولیو، چاپ ۱۶۳۲

بر پایهٔ اشاره‌ای که احتمالاً به مأموریت رابرت دورو، دومین ارل اسکس برای سرکوب شورش نُه‌ساله در ایرلند دارد، تصور می‌شود که نگارش این نمایشنامه به اوایل سال ۱۵۹۹ بازمی‌گردد.: ص.۵  نسخه‌ای از نمایشنامه با عنوان تاریخ‌نگاری پادشاه هنری پنجم در ۱۴ اوت ۱۶۰۰ در دفتر ثبت انجمن ناشران به نام کتاب‌فروش توماس پیور ثبت شد. نخستین نسخهٔ کوارتو پیش از پایان همان سال منتشر شد، هرچند نه به‌وسیلهٔ پیور، بلکه توسط توماس میلینگتون و جان باسبی. چاپ نسخه بر عهدهٔ توماس کرید بود.
نسخهٔ نخست کوارتو (Q1) از «هنری پنجم» یک کوارتوی بد است، یعنی نسخه‌ای کوتاه‌شده از نمایشنامه که احتمال دارد نسخه‌ای غیرقانونی یا روایتی از طریق شنیدن باشد. دومین کوارتو، که بازچاپی از Q1 است، در سال ۱۶۰۲ توسط پیور منتشر شد؛ و چاپ سوم آن (Q3) در سال ۱۶۱۹ با تاریخ جعلی ۱۶۰۸ منتشر شد—بخشی از مجموعهٔ جعلی ویلیام جاگارد موسوم به فولیوی دروغین. متن برتر این نمایشنامه نخستین‌بار در فولیو اول در سال ۱۶۲۳ چاپ شد.